# Динк, Грант
Грант Динк (тур. Hrant Dink, з.-арм. Հրանտ Դինք; 15 сентября 1954 — 19 января 2007) — турецко-армянский журналист, колумнист, главный редактор турецко-армянской газеты «Агос», один из лидеров армян в Турции. Был убит 19 января 2007 года в Стамбуле.

## Биография
Родился в Малатье 15 сентября 1954 года в семье Серкиса Динка (известного как Хашим Калфа), уроженца Малатьи, и Гюльварт Динк из Сиваса. Имя его матери состоит из двух слов: турецкого слова «гюль» (цветок) и армянского слова «варт» (роза). У него было два брата. В раннем детстве воспитывался у своего деда. В семилетнем возрасте вместе с семьёй он переехал в Стамбул, где прожил всю оставшуюся жизнь. В Стамбуле он рос в Армянском Детдоме района Гедикпаша, где познакомился со своей будущей женой Ракель, которая позже родила ему троих детей. Дальнейшие десять лет он провёл в детдоме и получил своё первое и второе образование в школах армянской общины в городе.
В 1972 Динк официально изменил своё имя на Фират Динк (тур. Fırat Dink) для того, чтобы армянская община не ассоциировала его с его политической деятельностью. Позже закончил зоологический факультет Стамбульского университета. Затем учился на философском факультете того же университета (бакалавриат), но не закончил. Позже со своей женой руководил детским лагерем Tuzla Armenian Youth Camp. В это время Динк трижды заключался под стражу за свои политические взгляды.

## Редактор газеты «Агос»
После того, как армянский детский лагерь, в котором он рос, был после 21 года работы закрыт, Динк решил стать голосом своей общины — он основал еженедельную газету «Агос» и стал её главным редактором. Газета, первой среди газет Турции, стала выходить на армянском и турецком языках. Несмотря на небольшой тираж (1800 в первый год, 6 тысяч в год убийства Динка), газета имела большое влияние. Одной из главных целей издания было развитие диалога между армянским и турецким обществом, между Турцией и Арменией. Кроме работы в своей газете, Динк печатался в ежедневных газетах «Заман» и «Биргюн».
В 1982-1983 годах профессионально выступал за Taksim SK, футбольный клуб армянской общины Стамбула.

## Армянский вопрос
Динк был одним из самых выдающихся армян в Турции и, несмотря на угрозы в его адрес в течение всей жизни, он всегда оставался спокойным. Он всегда говорил о своём беспокойстве касательно сложных отношений между турками и армянами. Выступая на нескольких демократических платформах и общественных организациях, Грант Динк подчёркивал необходимость демократизации в Турции и задавал вопросы о свободе слова, о правах меньшинств, о правах человека, и вопросы, касающиеся армянского общества в Турции. Он был очень важным пропагандистом мира между армянами и турками.
Есть турки, которые не признают, что их предки совершили геноцид. Впрочем, если посмотреть, они производят впечатление приятных людей... Но почему же они не признают [геноцид]? Потому что они думают, что геноцид это плохое дело, которое им никогда не хотелось бы совершать, и потому что они не могут поверить, что их предки могли бы совершить такое.
Грант Динк верил, что армянская диаспора будет иметь возможность жить свободно, не подвергаясь историческим пресеканиям, учитывая прежде всего мнения большинства проживающих. Поняв, что сочувствие ничего не меняет в проблеме геноцида, Динк призвал к диалогу:
Турецко-армянские отношения необходимо извлечь из колодца глубиной в 1915 метров.
С точки зрения вопросов риторической проблемы, которая мешала армянско-турецкому диалогу, он верил, что эти препятствия могли быть преодолены во благо турецких армян. После принятия во Франции закона, объявившего преступлением отрицание геноцида армян, Динк высказывался против этой инициативы и даже, по утверждению турецкой газеты «Milliyet», собирался съездить во Францию с акцией протеста.
Деятельность Динка была окрещена, как «зеркало четвёртого пути». Он одновременно сочувствовал как народу Армении, так и народу Турции и турецким армянам.

## Убийство
Основная статья: Убийство Гранта Динка
Грант Динк был убит 19 января 2007 года перед редакцией своей газеты турецким националистом Огюном Самастом. После убийства в Турции состоялись многотысячные акции протеста под лозунгом «Мы все Гранты Динки».
При расследовании убийства выяснилось, что полиция и жандармерия знали о готовящемся теракте, но не предприняли мер для его предотвращения. При этом когда родственники Динка подали в ЕСПЧ иск против Турции, правительство отправило в суд защитную речь, в которой Динк сравнивался с нацистами. Эта речь была отозвана, а министр иностранных дел Турции Ахмет Давутоглу заявил, что он не согласовывал эту речь.

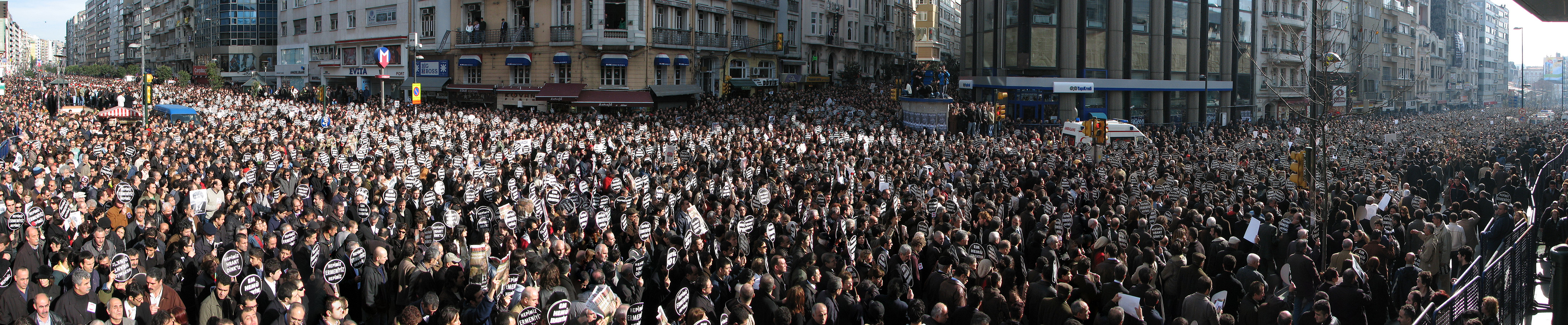

В сентябре 2010 года Европейский суд по правам человека, объединив обвинение, выдвинутое против Динка в «оскорблении им турецкой нации» и иск, возбужденный родственниками Динка, о нарушении его права на жизнь, признал власти Турции виновными в нарушении статей 2, 10 и 13 конвенции, касающихся права на жизнь и свободы слова. Суд постановил выплатить родственникам Динка 133 тысячи евро в качестве компенсации.

### Огюн Самаст
Огюн Самаст родился в 1990 году. 20 января 2007 года турецкие власти назвали Самаста подозреваемым в убийстве Гранта Динка. Согласно сообщениям прессы, отец Огюна, дворник Ахмет Самаст (Ahmet Samast), узнал сына на распространённом властями кадре записи видеокамеры наблюдения и сообщил об этом в полицию. В тот же день Самаст был арестован, при задержании у него был найден пистолет — предполагаемое орудие убийства.
Помимо Самаста, полиция задержала ещё несколько человек, в том числе его близкого друга Ясина Хаяля (Yasin Hayal). На первом же допросе Самаст признал себя виновным в убийстве. Хаяль же признался в подстрекательстве: якобы именно он дал Самасту оружие и деньги на поездку в Стамбул. Как сообщала пресса, убийство было совершено из националистических побуждений, но не явилось результатом организованного заговора.
Суд над подозреваемыми в убийстве Динка начался в июле 2007 года и продолжался с перерывами более четырёх лет. Процесс проходил в закрытом режиме в связи с тем, что Самаст на момент его начала являлся несовершеннолетним. 22 июля 2011 года Самаст был приговорен к 21 году и шести месяцам заключения за убийство и ещё к одному году и четырём месяцам заключения за незаконное хранение оружия.